# 1338
Évszázadok: 13. század – 14. század – 15. század
Évtizedek: 1280-as évek – 1290-es évek – 1300-as évek – 1310-es évek – 1320-as évek – 1330-as évek – 1340-es évek – 1350-es évek – 1360-as évek – 1370-es évek – 1380-as évek
Évek: 1333 – 1334 – 1335 – 1336 –  1337 – 1338 – 1339 – 1340 – 1341 – 1342 – 1343

## Események
- Károly Róbert király egyik utolsó gazdasági reformjával az aranyvalutára tér át.[1]
- A magyar főpapok levelet írnak a pápának a királynak az egyházzal szembeni önkényeskedései miatt.
- Étienne Aubert-t nevezik ki a franciaországi Noyon püspökévé. (Hivatalát két évig töltötte be.)[2]

## Születések
- január 31. – V. Károly francia király († 1380)
- november 29. – Lionel Antwerp, III. Eduárd angol király fia

## Halálozások
- május 6. – Erzsébet, III. András magyar király lánya, apáca, az Árpád-ház utolsó tagja (* 1292).